# Tamalinskij rajon
Il Tamalinskij rajon (in russo Тамалинский район?) è un rajon dell'Oblast' di Penza, nella Russia europea. Istituito nel 1928, il suo capoluogo è Tamala.

## Villaggi
- Višnëvoe